# ريح سائدة

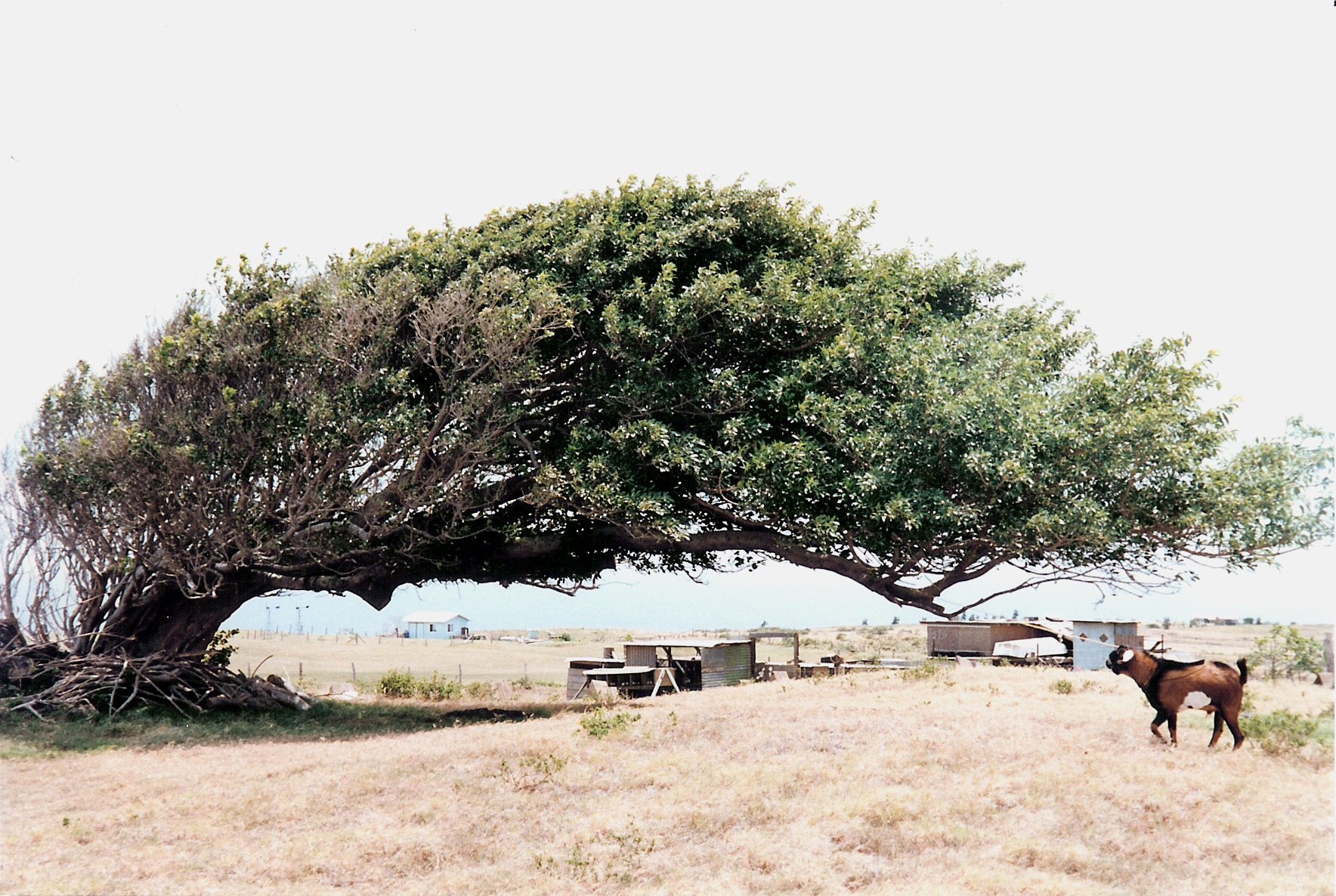

الريح السائدة هي الريح التي تهب بشكل سائد ومسيطر من جهة جغرافية واحدة على سطح الأرض في فترة معينة من السنة.
من الأمثلة على ذلك رياح الغربيات، وهي تلك الرياح التي تهب بوجه عام من الاتجاه الجنوبي الغربي في العروض الوسطى من نصف الكرة الشمالي، ومن الاتجاه الشمالي الغربي في العروض الوسطى من نصف الكرة الجنوبي، ومصدر تلك الرياح حجيرات الضغط المرتفع شبه المداري، وتتصف تلك الرياح بتغيرات كبيرة في اتجاهها وسرعتها، وغالباً ما يصاحبها ضغط مضطرب.

## اقرأ أيضاً
- ريح